# Eupithecia thomasina
Eupithecia thomasina är en fjärilsart som beskrevs av Louis Beethoven Prout 1927. Eupithecia thomasina ingår i släktet Eupithecia och familjen mätare. Inga underarter finns listade i Catalogue of Life.